# 網地島
網地島（あじしま）は、宮城県石巻市の太平洋上に浮かぶ島である。牡鹿半島の先端の南西に位置する。島内には網地と長渡（ふたわたし）の2つの集落がある。島の面積6.49平方キロメートル、島の周囲20.7キロメートル、島の人口247人（2020年国勢調査）。

## 地理
網地島は牡鹿半島の先端近く、半島の南西の沖にある。石巻の中心市街地がある旧北上川の河口から南東に約18キロメートルの位置である。同じくらいの大きさの島として、網地島の北西に田代島、東にやや離れて金華山がある。本土側にある鮎川との関係が強く、1889年（明治22年）の町村制施行以後は同じ自治体（牡鹿町および石巻市）に属してきた。島の北側の網地と、南側の長渡の2つの集落がある。田代島と同じく、猫が多く住む島でもある。
金華山沖の黒潮の影響を受けるため、一年をとおして温暖少雨の傾向があり冬でも降雪が少ない。ケッペンの気候区分では温暖湿潤気候（Cfa）に分類されており、そのバイオームは夏緑樹林である。
島の北側には白浜海水浴場がある。ここは石巻市内で最も人気がある海水浴場で、東北地方でも有数の透明度を誇る遠浅のこの海岸は大衆から好評を得ている。一方、島の南端にはドワメキ崎（ドミキ崎、渡波滅生崎、涛波岐崎）がある。ここには灯台が建ち、また遠くに金華山を眺められるビュースポットでもある。
網地島は1979年（昭和54年）に南三陸金華山国定公園の一部に指定され、2015年（平成27年）3月からは三陸復興国立公園の一部である。

## 歴史
島内の網地浜から縄文土器が、長渡浜からは須恵器が出土している。
江戸時代は仙台藩領の一部で、金華山、半島先端部とともに牡鹿郡の浜方十八成組という地区に属し、網地浜、長渡浜という二つの漁村に分けられた。浜は漁村の意で、現代的には網地村・長渡村となるべきところ、当時は浜という単位で呼んでいた。
住民は漁に出るかたわら、畑を作って農業にも従事したが、食糧を自給するには足りず、外から買い入れていたと推定される。それもあって、天保の大飢饉のような時期に食糧の買い入れが途絶すると、悲惨な人口減少をきたした。
また江戸時代には浪入田金山があって採掘された。封内風土記には「流謫罪人之地也」とあり、隣の田代島とともに流刑地でもあった。重罪人が流された江島に対し、網地島と田代島は近流に処せられたものが流された。気候が温暖で地形がなだらか、農業にも漁業にも適した土地であったので、罪人の中には、仙台から妻子を呼び寄せて、そのまま土着した者もいたという。
仙台藩の雑史である世説通記によると1739年（元文4年）6月20日、網地島付近にマーティン・スパンベアが率いるロシア帝国の第2次北太平洋大探検隊が来航し、歴史上初の日露交易が行われた（元文の黒船）。ベーリング海峡の語源となったヴィトゥス・ベーリングが遣わした隊であり、ヨーロッパ大陸からベーリング海峡、千島列島を経て日本との通商ルートを開拓するために来航したものであった。この探検隊は、10日ほどを過ごして付近の水深・緯度を測るための測量などを行った。網地島の白浜海水浴場には、ベーリングの銅像が建立されている。
2011年（平成23年）の東北地方太平洋沖地震（東日本大震災）では、震源地から近い網地島で震度6弱を観測し、大津波がここに押し寄せ、家屋が全壊・半壊するという被害が数件発生し、主産業である水産業の関連施設も被害を受けた。また、震災をきっかけに島を離れた島民も多々いる。

## 交通
網地島ラインによる定期船があり、石巻港からは約60分、鮎川港から約20分である。島内では網地と長渡に寄港する。自動車の航送も可能だが予約が必要。なお、田代島と同じ航路であるため、行楽期には石巻港発の1便は満員で乗船できない場合がある。ただし、臨時便が出ることがあるほか、満員となった場合は直後に2艇目を続行して運航させることもある。
島内では、トヨタ・ハイエースを使用した路線バスが運行されており、定期船に接続するダイヤが組まれている。運賃は大人200円・子供100円。

## 生活
- 学校 - 無し。就学児童・生徒はスクールボートで通学する。
  - 網長中学校 - 2000年3月閉校[11]。この中学校跡地は自然活動センター「島の楽校」として、学習や研修目的の活動に利用されている[1]。
  - 網長小学校 - 1997年休校、1999年閉校[12]。後述の診療所として利用されている。
- 医療機関 - 網地島診療所（網小医院）。この診療所は1999年に栃木県の医療法人が廃校となった網長小学校の旧校舎を利用して開所した。診療項目は内科・外科・泌尿内科などでCTスキャンやレントゲン、手術室も設備されており、田代島からも患者が訪れる。2003年には文部科学省の廃校リニューアル50選にも選ばれている[1]。
- 商店 - 長渡3軒、網地1軒あり。
- 携帯電話 - auは網地・長渡・島の高台で通話可能。根組・浪入田では通話が出来ない場所もあり。docomoは殆どの場所で通話可能。ソフトバンクは2014年中に中継所開局予定。
- 地上デジタル放送 - 島内の殆どの場所で受信可能。網地の浪入田地区は難視聴地域で福島局なら受信は可能。
- 金融機関 - 網地島郵便局と漁協で信用業務あり。振り込みも可能。
- 郵便局 - 網地島郵便局あり。
- ガソリンスタンド - なし。
- 食堂 - 長渡1軒（食堂・居酒屋）、網地に2軒（民宿兼）。
- 宿泊施設 - 長渡に民宿1軒、旅館1軒。網地に民宿1軒、旅館1軒、ペンション1軒。
- 主産業 - 水産業（遠洋漁業、沿岸漁業等）。ウニ、アワビ、ギンザケ、ヒジキ、フノリが特産品である。農産物としてはサツマイモがある。